# Stephanophyes superba
Stephanophyes superba is een hydroïdpoliep uit de familie Prayidae. De poliep komt uit het geslacht Stephanophyes. Stephanophyes superba werd in 1888 voor het eerst wetenschappelijk beschreven door Chun. 